# 17857 Hsieh
17857 Hsieh è un asteroide della fascia principale. Scoperto nel 1998, presenta un'orbita caratterizzata da un semiasse maggiore pari a 2,6956336 UA e da un'eccentricità di 0,2032202, inclinata di 13,25389° rispetto all'eclittica.